# IJskoffie

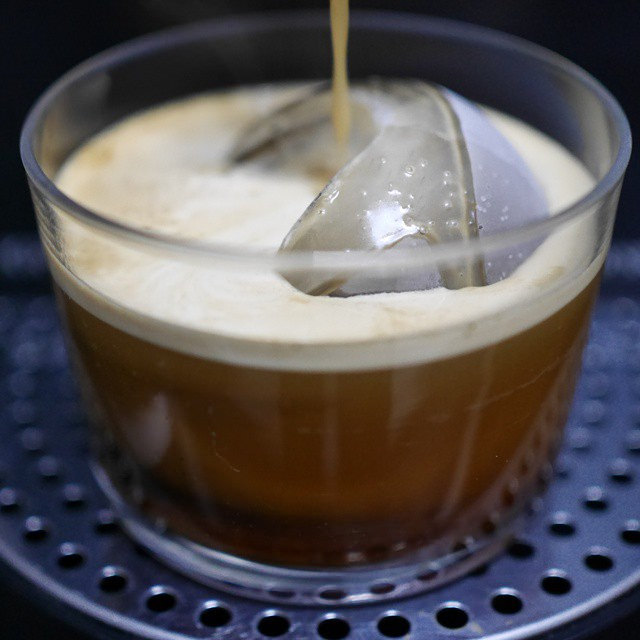
IJskoffie

IJskoffie is een koffiedrank die ijskoud wordt geserveerd. Er bestaan vele manieren om ijskoffie te bereiden. Tot de ingrediënten behoren doorgaans sterke koffie, zoetstof, melk en ijs. 
Reeds voor consumptie geschikte en verpakte ijskoffie is in verschillende landen in supermarkten verkrijgbaar, vaak zonder ijs. Ook in veel horecagelegenheden serveert men ijskoffie. 